# Геронтофобија
Геронтофобија је страх од старења, мржња или страх од старијих људи. Термин потиче од грчких речи γέρων, gerōn, што значи "стари човек" и φόβος, phobos, што значи "страх".
Дискриминацијски аспекти старосне доби били су снажно повезани са геронтофобијом. Овај ирационалан страх или мржња према старим људима је повезана са чињеницом да ће сви млади људи једног дана остарити и да је старост повезана са смрћу. Ова неспремност за прихватање смрти манифестује се осећајем непријатељства и дискриминацијом према старијима.